# Política do Paquistão

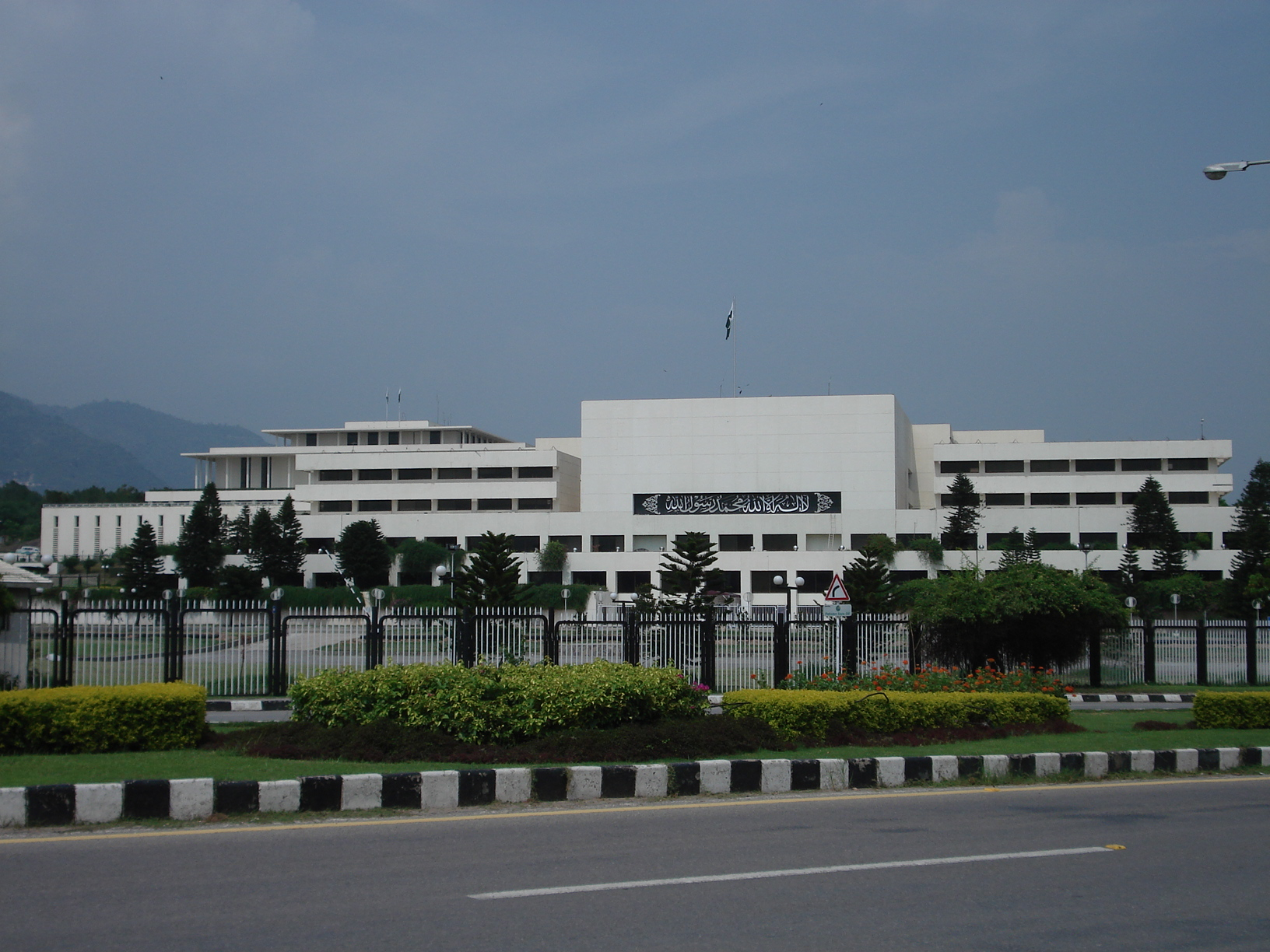
Monumento do Paquistão

Oficialmente uma república federativa, o Paquistão tem uma longa história de alternância entre democracia eleitoral e o autoritarismo. As eleições mais recentes ocorreram em outubro de 2002. O país é parlamentarista, tendo atualmente como presidente da república o general Asif Ali Zardari e como primeiro-ministro desde 2018 Imran Khan.

## Partidos políticos
Os dois principais partidos políticos do Paquistão são o Partido Popular e a Liga Islâmica.